# CALIGULA
CALIGULA（カリギュラ）は、有限会社スタジオラインのアダルトゲームブランドである。

## 概要
スタジオラインの代表取締役社長である横田守が『真説 猟奇の檻』の開発を発端として2004年に設立した。先行するメインブランドのTerios（テリオス）とは違い、猟奇系や凌辱系に特化した作風が特徴である。なお、男性声優陣についてはTerios同様、豪華な人材を起用する傾向が強い。
2013年4月10日にはスタジオラインが破産手続に入ったことが報じられ、CALIGULAは事実上消滅した。

## 作品一覧
- 2004年12月17日 - 真説 猟奇の檻
- 2005年4月28日 - 隣り妻（再発売版や続編の『隣り妻2 淫惑の閨房』は、関連ブランドのGashより発売）
- 2005年12月29日 - 隣り妻ミニファンディスク feautring 早川裕美・国府津涼子
- 2006年7月21日 - ヤミノカナタ
- 2007年1月26日 - Alea -アレア- 紅き月を遙かに望み
- 2007年12月14日 - 咲き乱れ
- 2009年5月1日 - 真説 猟奇の檻 第2章